# Samsam (uitdrukking)
Samsam of samsam doen is een Nederlandse uitdrukking die 'eerlijk delen' betekent.

## Etymologie
Samsam is mogelijk een verbastering van het Maleisische sama-sama (gelijkelijk) en wellicht via het Afrikaanse saam-saam in het Nederlands terechtgekomen. De verklaring dat het voortgekomen is uit samen is weinig aannemelijk.